# زانکت ویلیبال
زانکت ویلیبال (به آلمانی: Sankt Willibald) یک منطقهٔ مسکونی در اتریش است که در ناحیه شاردینگ واقع شده‌است. زانکت ویلیبال ۱۴٬۵۱ کیلومتر مربع مساحت دارد ۴۵۵ متر بالاتر از سطح دریا واقع شده‌است.